# 10. Deutscher Bundestag
Der 10. Deutsche Bundestag bestand zwischen dem 29. März 1983 und dem 18. Februar 1987. Insgesamt tagte der 10. Deutsche Bundestag in 256 Sitzungen, wobei die letzte Sitzung am 11. Dezember 1986 stattfand. Der 10. Bundestag trat nach der Bundestagswahl 1983 vom 6. März 1983 am 29. März zu seiner konstituierenden Sitzung zusammen. Als Alterspräsident amtierte Willy Brandt, da der ältere Abgeordnete Egon Franke mit Rücksicht auf gegen ihn geführte Ermittlungen wegen Untreue auf das Amt verzichtet hatte. Zum Bundestagspräsidenten wurde Rainer Barzel gewählt.
Am Abend wählte der 10. Bundestag dann Helmut Kohl mit 271 (+11) Ja-Stimmen, 214 (+10) Nein-Stimmen und einer Enthaltung im ersten Wahlgang zum Bundeskanzler.

## Mitglieder des Bundestages
Der 10. Bundestag hatte zu Beginn und am Ende der Legislaturperiode insgesamt 498 Abgeordnete (+22 Berliner Bundestagsabgeordnete). Den höchsten Sitzanteil hatte die CDU/CSU mit 244 (+11) Sitzen (Ende: 253), worauf die SPD mit 193 (+9) Sitzen (Ende: 201) folgte. Zudem waren im 10. Bundestag noch die FDP (34+1 Sitze) und Die Grünen (heute Bündnis 90/Die Grünen) (27+1 Sitze, am Ende: 27 Sitze) vertreten. Durch Austritte von Abgeordneten gab es zeitweise insgesamt 4 fraktionslose Abgeordnete.

## Präsidium des Bundestages
Rainer Barzel wurde in der ersten Sitzung mit 407 Ja-Stimmen, 88 Nein-Stimmen und 13 Enthaltungen erneut zum Bundestagspräsidenten gewählt. Eine Stimme war ungültig. Wegen des Vorwurfs von Verwicklungen in die Flick-Affäre trat Barzel am 25. Oktober 1984 zurück. Am 5. November 1984 wurde Philipp Jenninger als sein Nachfolger gewählt.

## Arbeit

### Gesetze
Insgesamt kam es zur Einbringung von 522 Gesetzesinitiativen in den Bundestag, wovon sich 280 auf Regierungsvorlagen, 59 auf Initiativen des Bundesrates und 183 auf Initiativen des Bundestages verteilen. Insgesamt wurden 320 Gesetze während der 10. Legislaturperiode vom Bundestag verabschiedet und verkündet.

### Ausschüsse
Der 10. Bundestag hatte 21 ständige Ausschüsse.

## Parlamentarische Kontrolle

### Anfragen, Aktuelle Stunden und Befragungen
Insgesamt kam es während der Legislaturperiode des 10. Bundestages zu 175 großen Anfragen und 1.006 kleinen Anfragen. Zudem gab es 117 aktuelle Stunden und 142 Fragestunden.

### Untersuchungsausschüsse
Während der Legislaturperiode des 10. Bundestages kam es zu vier Untersuchungsausschüssen.

#### 1. Untersuchungsausschuss
Am 19. Mai 1983 wurde der 1. Untersuchungsausschuss („Flick-Affäre“) eingesetzt. Zwischen dem 9. Juni 1983 und dem 12. März 1986 fanden 86 Sitzungen statt.

#### 2. Untersuchungsausschuss
Am 3. Oktober 1985 wurde der 2. Untersuchungsausschuss eingesetzt, der auch als „Spionageabwehr-Untersuchungsausschuss“ bezeichnet wird. Zwischen dem 28. November 1985 und dem 27. November 1986 fanden 32 Sitzungen statt.

#### 3. Untersuchungsausschuss
Am 5. Juni 1986 wurde der 3. Untersuchungsausschuss („Neue Heimat“) eingesetzt. Zwischen dem 18. Juni 1986 und dem 10. Februar 1987 fanden 76 Sitzungen statt.

#### 4. Untersuchungsausschuss
Am 10. Dezember 1986 wurde der 4. Untersuchungsausschuss („U-Boot-(Pläne)-Affäre“) eingesetzt. Zwischen dem 18. Dezember 1986 und dem 16. Februar 1987 fanden 15 Sitzungen statt.

## Tagungsorte
Am 27. Juni 1986 kam der Bundestag zu seiner 226. Sitzung zum letzten Mal im damaligen Plenarsaal des Bonner Bundeshauses zusammen, der im darauffolgenden Jahr für die Errichtung eines neuen Plenarsaals abgebrochen wurde. Nach der Sommerpause tagte er dann am 9. September 1986 erstmals im benachbarten Ersatzplenarsaal Altes Wasserwerk, das bis zur Fertigstellung des Neubaus in der Wahlperiode des 12. Deutschen Bundestags 1992/93 als Ausweichquartier diente. Der 10. Deutsche Bundestag war der letzte, dessen Plenarsitzungen ausschließlich in Bonn stattfanden.

## Sondersitzungen
Während der 10. Wahlperiode kam es zu drei Sondersitzungen, dabei handelte es sich um die 80. Sitzung am 31. Juli 1984, die 151. Sitzung am 3. September 1985 und die 196. Sitzung am 5. Februar 1986.